# Liste der Kulturgüter in Wolhusen
Die Liste der Kulturgüter in Wolhusen enthält alle Objekte in der Gemeinde Wolhusen im Kanton Luzern, die gemäss der Haager Konvention zum Schutz von Kulturgut bei bewaffneten Konflikten, dem Bundesgesetz vom 20. Juni 2014 über den Schutz der Kulturgüter bei bewaffneten Konflikten sowie der Verordnung vom 29. Oktober 2014 über den Schutz der Kulturgüter bei bewaffneten Konflikten unter Schutz stehen.
Objekte der Kategorie A und B sind vollständig in der Liste enthalten, Objekte der Kategorie C fehlen zurzeit (Stand: 1. Januar 2023). Unter übrige Baudenkmäler sind zusätzliche Objekte zu finden, die im kantonalen Denkmalverzeichnis verzeichnet und nicht bereits in der Liste der Kulturgüter enthalten sind.

## Kulturgüter
| Foto |                                                                                    | Objekt                                                  | Kat. | Typ | Standort                       | Beschreibung |
| ---- | ---------------------------------------------------------------------------------- | ------------------------------------------------------- | ---- | --- | ------------------------------ | ------------ |
| ja   | Datei hochladen · Wikidata zu Beinhauskapelle im Friedhof (Q29785854)              | Beinhauskapelle im Friedhof KGS-Nr.: 03923              | A    | G   | Kirchgasse 9.4 648396 / 212367 |              |
| ja   | Datei hochladen · Wikidata zu Mittelalterliche Burgruine Äussere Burg (Q120971635) | Äussere Burg, mittelalterliche Burgruine KGS-Nr.: 16559 | A    | F   | Burg 648490 / 212600           |              |
| ja   | Datei hochladen · Wikidata zu Katholische Kirche St. Andreas (Q29785856)           | Katholische Kirche St. Andreas KGS-Nr.: 03924           | B    | G   | Kirchgasse 9.1 648351 / 212250 |              |

## Übrige Baudenkmäler
| ID  | Foto |                 | Objekt                | Typ | Standort                         | Beschreibung |
| --- | ---- | --------------- | --------------------- | --- | -------------------------------- | ------------ |
| 156 | ja   | Datei hochladen | Fontannenmühle (1663) | G   | Fontannenmühle 1 646200 / 209510 |              |
| 246 | BW   | Datei hochladen | Villa Sonnegg         | G   | Ulmenweg 12 649238 / 211865      |              |
| 296 | ja   | Datei hochladen | Reformierte Kirche    | G   | Bahnhofstrasse 648310 / 212008   |              |

Legende: Siehe Legende der Liste der Kulturgüter von nationaler und regionaler Bedeutung. Anstelle der KGS-Nummer wird als Objekt-Identifikator (ID) die Gebäudenummer im kantonalen Denkmalverzeichnis verwendet.